# Aresztowanie Marka Bernsteina

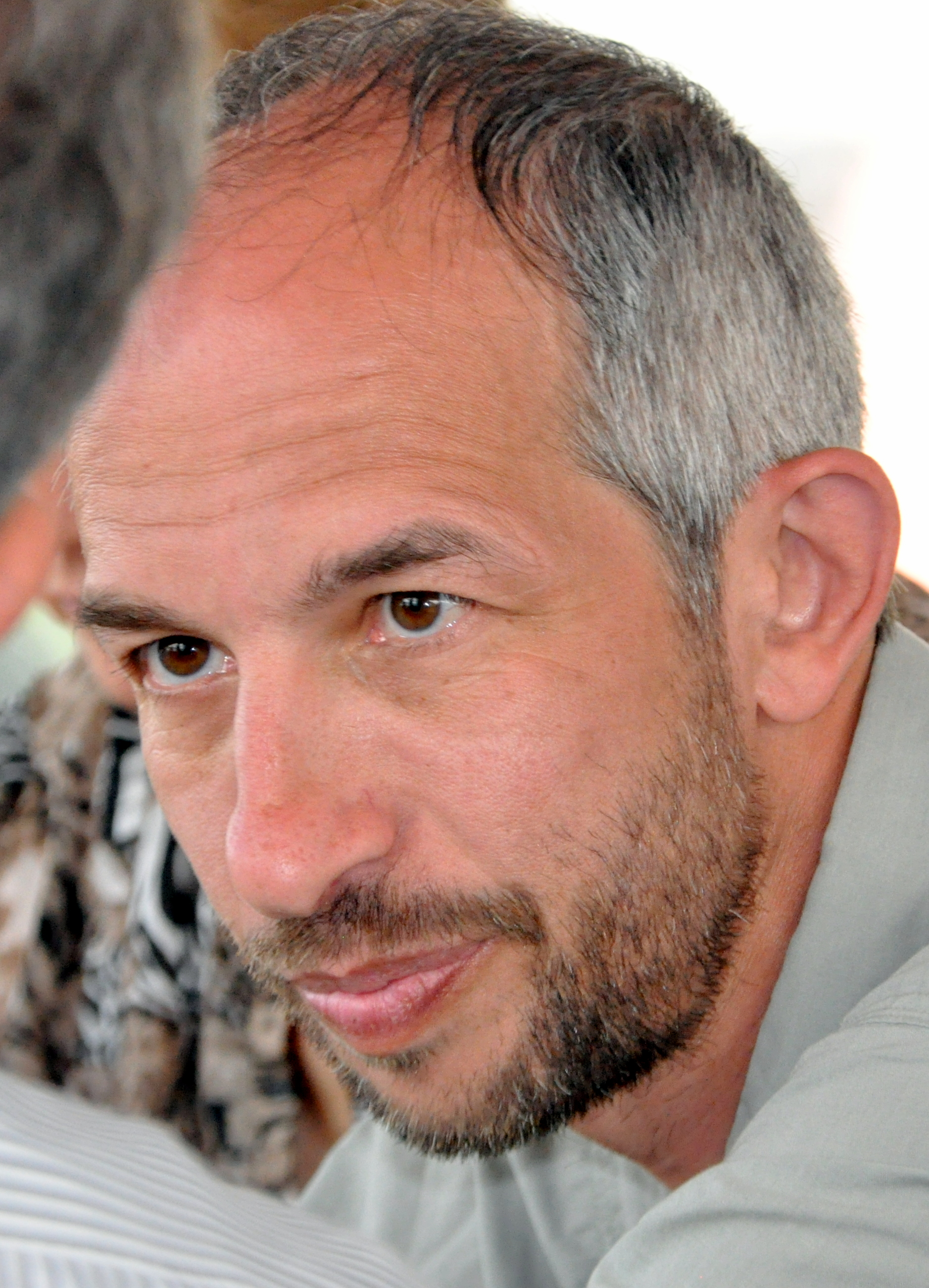
Marek Bernstein (2013)

Aresztowanie Marka Bernsteina – zatrzymanie przez białoruskie siły bezpieczeństwa GUBOPiK
Marka Izrailewicza Bernsteina (ros. Марк Израйлевич Бернштейн), białoruskiego blogera i wolontariusza w rosyjskojęzycznej Wikipedii Bernstein został zatrzymany po internetowych oskarżeniach o naruszenie rosyjskiej ustawy o fałszywych wiadomościach z 2022 roku w związku z edycjami w Wikipedii dotyczącymi rosyjskiej inwazji na Ukrainę. Został skazany na 15 dni aresztu administracyjnego na podstawie art. 24 ust. 3 Kodeksu Administracyjnego Białorusi (za nieposłuszeństwo wobec funkcjonariuszy policji). Po tym okresie przebywał w areszcie; 24 czerwca 2022 roku został skazany na trzy lata ograniczenia wolności i zwolniony z aresztu.

## Tło

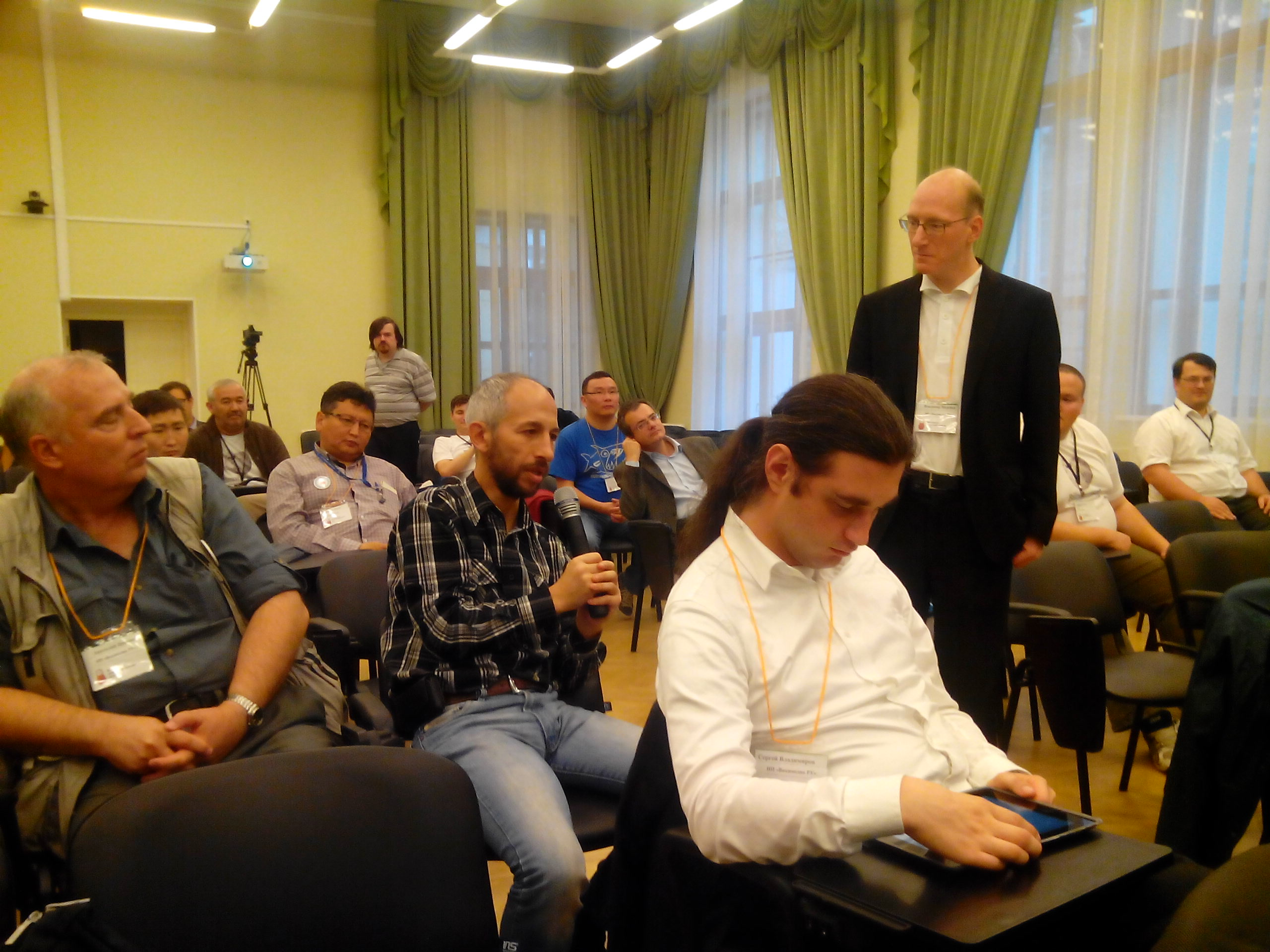
Bernstein (trzymając mikrofon) na moskiewskiej konferencji Wikimedia 14 września 2014

Bernstein redagował Wikipedię pod nazwą użytkownika Pessimist2006 i w okresie od końca 2009 do początku 2022 Bernstein był jednym z 50 najaktywniejszych redaktorów rosyjskojęzycznej Wikipedii z wynikiem, na tamten czas, ponad 200 000 dokonanych edycji. Jako swoje największe osiągnięcie w 2009 roku podawał pracę nad artykułem o cenzurze w Związku Radzieckim, w którym zacytował około 250 źródeł. W tamtym czasie udzielał również wywiadu dla Deutsche Welle w sprawie jego ekspertyzy w rozwoju projektu białoruskojęzycznej Wikipedii, który istnieje w dwóch wersjach gramatycznych, Taraškievica i Narkamaŭka.

## Aresztowanie i zatrzymanie
W czasie gdy niektórzy redaktorzy rosyjskojęzycznej Wikipedii twierdzili, że nazwa „rosyjska inwazja na Ukrainę (2022)” narusza politykę Wikipedii dotyczącą przedstawiania informacji z neutralnego punktu widzenia, Bernstein twierdził: „Rosyjskie wojska zaatakowały terytorium Ukrainy. To tylko fakt, a nie punkt widzenia”. W dniu 10 marca 2022 r. Rosyjskie propagandowe internetowe forum przesyłania wiadomości na Telegramie, Mrakoborets, opublikowało informacje o Bernsteinie i oskarżył go o naruszenie nowego rosyjskiego prawa zabraniającego publikowania fałszywych wiadomości. Na forum stwierdzono, że edytowanie przez Bernsteina artykułów w Wikipedii na temat rosyjskiej inwazji na Ukrainę w 2022 r. naruszyło to nowe prawo.
11 marca 2022 r. Białoruski Główny Zarząd ds. Zwalczania Przestępczości Zorganizowanej i Korupcji GUBOPiK zatrzymał Bernsteina w Mińsku. Prorządowe kanały Telegram opublikowały nagranie wideo z zatrzymania Bernsteina i oskarżyły go o rozpowszechnianie fałszywych „antyrosyjskich” informacji. W dniu 12 marca 2022 r. został skazany na 15 dni aresztu administracyjnego za „niewykonanie zgodnego z prawem polecenia lub żądania urzędnika” (art. 24 ust. 3 Kodeksu Administracyjnego Białorusi).
W dniu 11 marca 2022 r. Fundacja Wikimedia, będąca operatorem Wikipedii i innych projektów Wikimedia, stwierdziła w odpowiedzi na zapytanie dotyczące zatrzymania Bernsteina, że „zespoły ds. zaufania i bezpieczeństwa oraz praw człowieka” Fundacji monitorowały trwający kryzys na Ukrainie i były w ścisłym kontakcie ze społecznościami Wikimedia w regionie, aby zapewnić im bezpieczeństwo i odpowiedzieć na ich potrzeby”.
W dniu 26 marca 2022 roku białoruska gazeta Nasza Niwa poinformowała, że postawiono mu zarzuty „organizowania i przygotowania akcji rażąco naruszających porządek publiczny lub czynnego w nich udziału” (art. Kodeks karny Białorusi). We wspólnym oświadczeniu siedmiu organizacji, w tym Centrum Praw Człowieka Wiosna, z dnia 29 marca 2022 r. został uznany za więźnia politycznego.

### Ograniczona wolność
W drugim wyroku skazującym z dnia 24 czerwca 2022 r., Bernstein otrzymał wyrok „podobny do zwolnienia warunkowego” z ograniczoną wolnością na trzy lata za „organizowanie i przygotowywanie działań zakłócających porządek społeczny”. Bernstein stwierdził, że jest niewinny. Uzasadnienie zarzutów prokuratury zostało określone przez Radio Wolna Europa jako „niejasne”.